# 岐阜県道183号正木岐阜線
岐阜県道183号正木岐阜線 （ぎふけんどう183ごう まさきぎふせん）は、岐阜県羽島市から岐阜県岐阜市に至る一般県道。

## 概要
羽島市正木町新井の岐阜県道18号大垣一宮線を起点に北に進む。起点から正木町須賀までは岐阜県道165号小熊正木線と重複する。羽島郡笠松町に入り、木曽川の右岸堤防に沿うように北上、岐阜市柳津町に入る。柳津町の栄町西交差点からわずかだが、岐阜県道154号笠松墨俣線と重複して西へ、すぐに北に向かう。再び羽島郡笠松町に入り、またすぐに岐阜市に入る。境川を渡り、茜部本郷交差点（国道21号、国道157号など交点）が終点。

### 路線データ
- 始点：岐阜県羽島市正木町新井　正木町新井交差点（岐阜県道・愛知県道18号大垣一宮線交点）
- 終点：岐阜県岐阜市茜部菱野1丁目　茜部本郷交差点（国道21号、国道22号、国道156号、国道157号、国道248号交点）
- 総延長：約6.90km

## 重複区間
- 岐阜県道165号小熊正木線（羽島市 正木町新井交差点・羽島市正木町須賀 間）
- 岐阜県道154号笠松墨俣線（岐阜市 栄町西交差点・岐阜市柳津町東塚 間）

## 地理
途中、境川（長良川支流）を渡る。付近には木曽川が流れる。
岐阜市柳津町内で名鉄竹鼻線と交わる。

### 通過する自治体
- 岐阜県
  - 羽島市
  - 羽島郡
    - 笠松町

  - 岐阜市
  - 羽島郡
    - 笠松町

  - 岐阜市

### 接続路線
- 岐阜県道18号大垣一宮線（羽島市 正木町新井交差点）
- 岐阜県道165号小熊正木線（羽島市正木町須賀）
- 岐阜県道193号大垣江南線（羽島市 正木町須賀交差点）
- 岐阜県道14号岐阜稲沢線（岐阜市 栄町西交差点）
- 岐阜県道154号笠松墨俣線（岐阜市柳津町東塚）
- 岐阜県道164号鶉笠松線（岐阜市境川3丁目）立体交差
- 国道21号（岐阜市 茜部本郷交差点）
- 国道22号（岐阜市 茜部本郷交差点）
- 国道156号（岐阜市 茜部本郷交差点）
- 国道157号（岐阜市 茜部本郷交差点）
- 国道248号（岐阜市 茜部本郷交差点）

### 周辺
- 濃尾大橋
- 羽島市立正木小学校
- 第一紡績岐阜工場
- 笠松町立松枝小学校
- 笠松幼稚園
- 岐阜市立茜部小学校
- 岐阜市中央卸売市場

## 別名
- 岐阜街道（岐阜市）
- 御鮨街道（羽島市）